# 장마리 파프
장마리 파프(프랑스어: Jean-Marie Pfaff, 1953년 12월 4일 ~ )는 벨기에의 전 축구 선수로, 포지션은 골키퍼였다.

## 경력
16세 때 KSK 베베런에 입단했다. 1978년 팀의 벨기에 컵 우승에 공헌하면서 같은 해에 벨기에 골든 슈를 수상했고 1979년에는 팀의 벨기에 리그 우승에 공헌했다. 1982년부터 1988년까지 독일(당시 서독)의 바이에른 뮌헨 소속으로 뛰면서 팀의 분데스리가 3회 우승(1985년, 1986년, 1987년)과 DFB-포칼 2회 우승(1984년, 1986년)에 공헌했다.
1976년 벨기에 대표팀에 발탁되었고 네덜란드와의 경기에서 국가대표로 데뷔했다. UEFA 유로 1980과 1982년 FIFA 월드컵, UEFA 유로 1984, 1986년 FIFA 월드컵에서 벨기에 대표로 출전했으며 2004년 3월 펠레가 선정한 현존하는 최고의 축구 선수 목록인 FIFA 100에 선정되었다.

## 수상

#### KSK 베버렌
- 퍼스트 디비전 : 1978-79
- 벨기에 컵 : 1977-78
- 벨기에 슈퍼컵 : 1979

#### FC 바이에른 뮌헨
- 분데스리가 : 1984–85, 1985–86, 1986–87
- DFB 포칼 : 1983–84, 1985–86
- DFL 슈퍼컵 : 1987
- 유로피언컵 준우승 : 1986-87

#### 벨기에
- UEFA 유로 준우승 : 1980
- FIFA 월드컵 4위 : 1986

### 개인
- 벨기에 골든슈 : 1978
- 키커 올해의 골키퍼 : 1983
- 유럽 올해의 골키퍼 : 1983, 1987
- FIFA 월드컵 골든 글러브 : 1986
- 프랑스풋볼 월드컵 베스트 : 1986
- 가제타 월드컵 베스트 : 1986
- 구에린 스포르티보 월드컵 베스트 : 1986
- 골든풋 : 2014
- 월드 스포츠 레전드 : 2016
- 베버렌 명예 시민 : 2022
- 베버렌 장마리 파프 박물관 : 2023
- 벨기에 스포츠 공로상 : 1980
- 발롱도르 후보 : 1983, 1986, 1987

#### 선정
- 벨기에 세기의 선수 6위 : 1995
- 플라티나 11 : 2003
- 부트발 50인 : 1999
- FIFA 100 : 2004
- IFFHS 벨기에 역대 베스트 : 2021
- IFFHS 세기의 골키퍼 16위
- IFFHS 유럽 세기의 골키퍼 10위